# Knut Olav Åmås

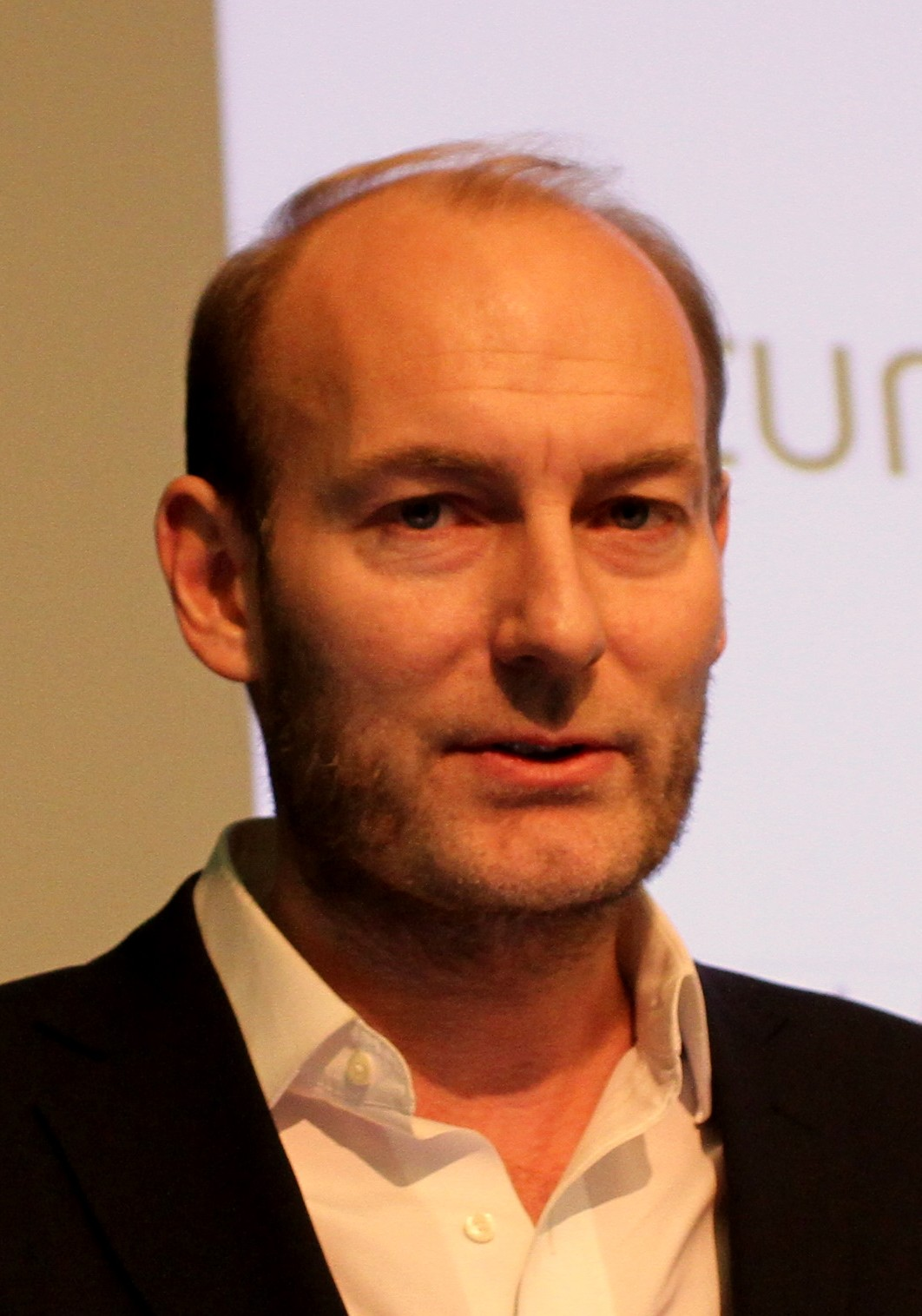
Knut Olav Åmås

Knut Olav Åmås, född den 19 januari 1968 i Mo i Rana, är en norsk författare, filosof och redaktör.
Knut Olav Åmås blev candidatus philologiae med filosofi som huvudämne 1996 och fick en doktorsgrad i medievetenskap från universitetet i Bergen 2005. Han har arbetat som journalist i Bergens Tidende samt som redaktör vid universitetet i Bergen. 
Åmås var förlagsredaktör vid Universitetsforlaget från 1996 till 2001 och redaktör för tidskriften Samtiden 2001–2006. År 2004 var han bokanmälare och lördagskrönikör i Dagbladet. 
Från 2005 var Åmås deltidskommentator i Aftenposten; från 2006 debatt- och krönikeredaktör i tidningen, från 2008 kultur- och debattredaktör där.
Åmås var redaktör för den utgåva av Hvem er hvem som utkom i september 2008. Samma år var han också redaktör för boken Norge. En diagnose. 
Han har översatt, redigerat och skrivit flera böcker om filosofi, idéhistoria och genusforskning, bland annat om filosofen Ludwig Wittgenstein. 
År 2004 utgav Åmås Mitt liv var draum, en litterär biografi om lyrikern Olav H. Hauge. Boken låg till grund för den doktorsgrad i medievetenskap han fick året därpå.
Åmås fick Samlagets nynorsk-pris Melsom-priset 2005 för biografin om Olav H. Hauge. Tillsammans med Cathrine Sandnes fick han priset Årets tidsskrift 2006 från Norsk Tidsskriftforening för arbetet med Samtiden. År 2007 tilldelades han Den store journalistprisen.